# José Hernández Cano
José Hernández Cano (Murcia, 6 de mayo de 1932 - 18 de septiembre de 2017) fue un escultor español.

## Biografía
Nació en Murcia, en plena huerta de la Carretera de Alcantarilla y a los 14 años ingresó en el taller del escultor Bernabé Gil. Meses después pasa al taller del maestro Carlos Rodríguez. Un año más tarde entra en el taller de Juan Gonzalez Moreno aprendiendo sobre vaciado de las tallas en madera, dorado y policromía.
Ingresa en la Escuela de Bellas Artes de Murcia, donde cursa sus estudios, teniendo como principales profesores a Luis Garay y al escultor Clemente Cantos, obteniendo el título de Profesor de Talla Artístico por la piedra, a la que considera la materia del escultor por excelencia, decide trabajar durante varios años en talleres de cantería y marmolistas hasta dominar la materia.
Es Académico correspondiente de La Academia de Bellas Artes de Nuestra Señora de La Arrixaca de Murcia.

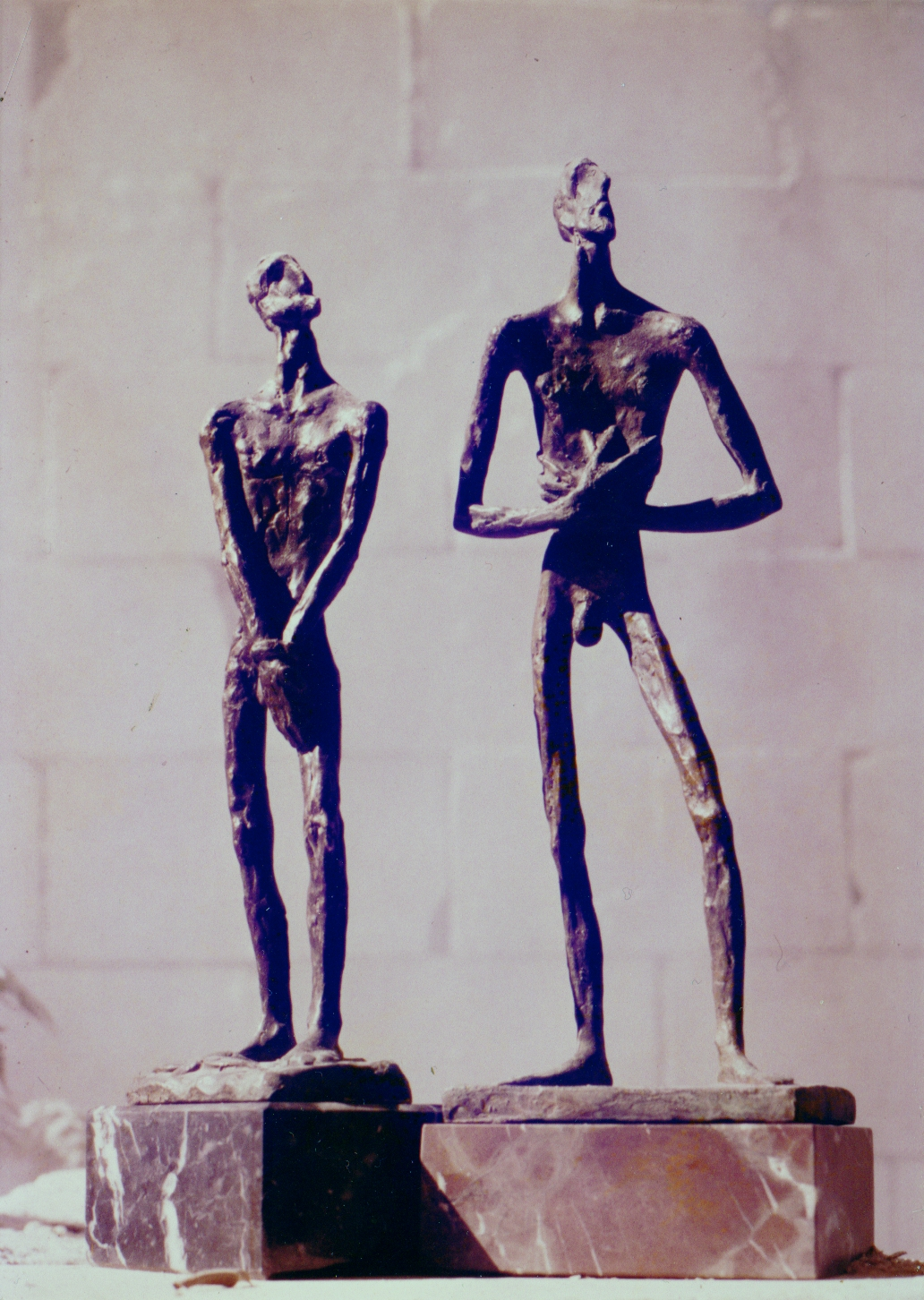
Figuras en bronce.

Ha realizado por encargo en su estudio diversas obras en madera policromada, piedra, mármol y bronce.

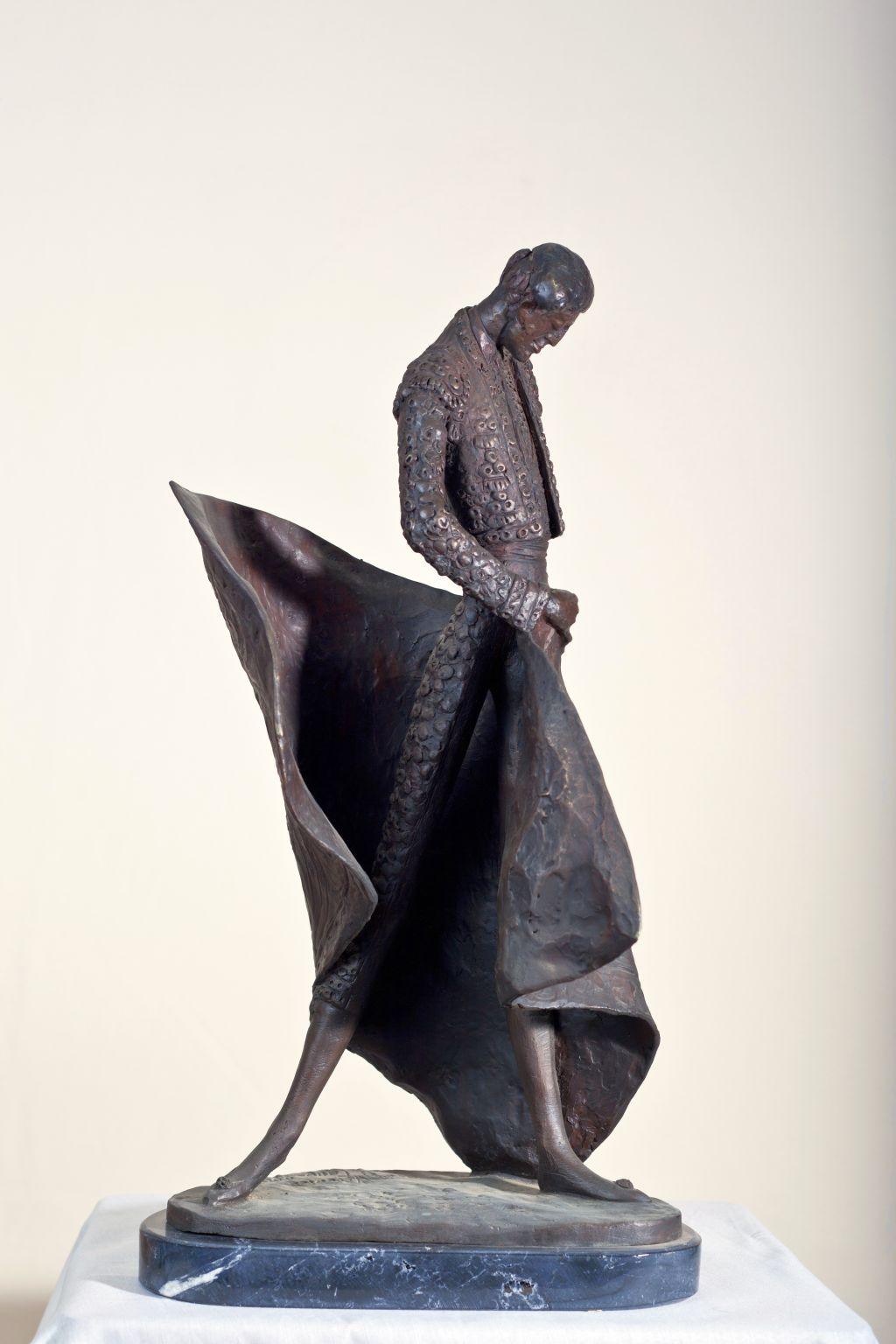
Torero en bronce

Posee obra en diversos países como Francia, Holanda, Dinamarca, Suecia y Canadá.
Murió en Murcia, en el barrio de Santa Eulalia, el 18 de septiembre de 2017.

## Premios
- 1949 Primer premio de escultura en la "IX Exposición Provincial de Arte del Productor de Murcia" con la obra "Busto" y en 1953 vuelve a exponer en la misma colectiva con una obra catalogada con el número dos.

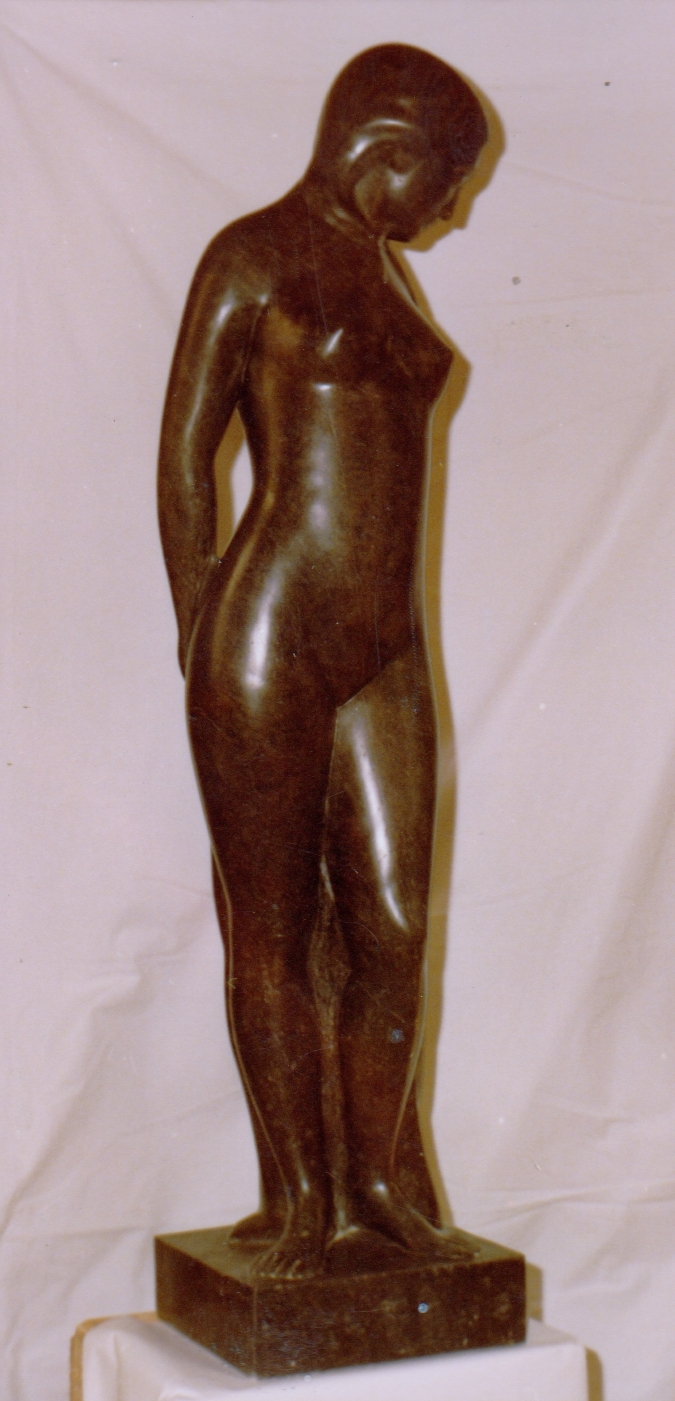
Primer premio Real Academia de Bellas Artes de Santa Isabel de Hungría. Mármol negro, 160 cm. 1975.

También concursó en la Nacional de Bellas Artes de Madrid y en la Exposición de Otoño de Sevilla, organizadas por la Real Academia de Bellas Artes de Santa Isabel de Hungría, obteniendo los siguientes premios:
- 1974 Premio Guadalquivir.
- 1975 Premio de la Dirección General de Cultura Popular.
- 1976 Premio de la Universidad de Sevilla.
- 1978 Premio de la Real Academia de Bellas Artes y el legado de Josefina Von Karmann.

- 1986 En la Primera Bienal de Escultura de Murcia le es adquirido el grupo titulado "El Relevo" en bronce.

## Obras visitables
- Milagrosa. Madera policromada. 1,20m 1.950. Iglesia del Carmen. Murcia.
- Corazón de Jesús. Madera policromada, tamaño natural. 1.957. Iglesia Parroquial La Santa Cruz del Campillo de Lorca, Murcia.
- Mujer tumbada. Piedra. Tamaño natural. 1964. Cámara de Comercio San Bartolomé. Murcia.
- Piedad. Madera policromada 1.965. Tamaño natural. Parroquia de San Leandro. Barrio de la Caridad “Las 600”. Cartagena. Murcia.
- La Candelaria. Madera. 2,5m. Iglesia de Barranda. Murcia.
- Nuestra Señora de los Buenos Libros. Mármol blanco Macael 1.978. Colegio de Fomento Monteagudo. Murcia.
- Monumento al Caballo del vino. Bronce. Tamaño natural 1.982. Plaza del Hoyo. Caravaca. Murcia. http://www.regmurcia.com/servlet/s.Sl?sit=a,0,c,0,m,0&r=ApP-98-DETALLE_APORTACION
- "El Relevo" Bronce, en el Museo Regional de Arte Moderno de Cartagena, Murcia. 1986.
- Homenaje a Antonio Segado Del Olmo. Placa de bronce. 1.988. Av. Antonio Segado Del Olmo. Bolnuevo. Mazarrón. Murcia.
- La Diosa Naturaleza. Mármol blanco de Macael. 1,90m 1.990.  El Pozo. Alhama de Murcia.
- Cristo del Perdón. Madera Policromada 1.991. Paso procesional Jueves Santo. Archicofradía Nuestro Padre Jesús Nazareno de Alhama de Murcia. http://jesusnazarenodealhama.blogspot.com.es/p/pasos-e-imagenes.html
- Desnudo de mujer. Bronce. 1,30m. Ayuntamiento de Ceutí. Murcia.
- Diosa de la Abundancia. Bronce. 1.991 Museo de la Muralla. Ceutí. Murcia.
- Vendimiadora. Bronce. Museo de la Muralla. Ceutí. Murcia.
- Homenaje al Alcalde Juan Paredes Acosta. Busto de bronce. 1.995 C/ Del Pino, Mazarrón, Murcia.

## Últimas exposiciones
- 1975 "José Hernández Cano" Galería de Arte Chys, Murcia.
- 1975 "H. Cano esculturas y Párraga Luna pirograbado" Sala de Exposiciones Ser, Delegación Local de la Juventud, Cieza, Murcia.
- 1980 "Salón de la escultura" Exposición colectiva. Museo de Murcia sección de Bellas Artes.
- 1983 "Homenaje a Salzillo" Belén exposición Peña Sociocultural La Pava, participa con el conjunto escultórico "Las migas". Barro cocido. Iglesia de San Juan de Dios, Murcia.
- 1984 "Contraparada 5. Murcia en 3 Dimensiones" Centro de Arte Palacio Almudí, Murcia.
- 1987 "Exponen Párraga y Hernández Cano" Galería Zero, Murcia.
- 1987 "José María Párraga y José Hernández Cano. Antología" Galería de Arte Juan De Juanes. Orihuela, Alicante.
- 1987 "Segunda Exposición Colectiva: Artistas por la Juventud" Salón de Actos del Instituto Francisco Salzillo, Alcantarilla, Murcia.
- 1990 "VIII Exposición Colectiva" Colegio Oficial de Doctores y Licenciados en Bellas Artes y Profesores de Dibujo de Murcia. Sala de Exposiciones CAM, Jumilla.
- 1991 "¡A los toros! Exposición de José María Párraga (pintura), José Hernández Cano (escultura) y Ricardo Zaragoza (fotografía) Sala de las Caballerizas, Molinos de Río Segura, Murcia.
- 1997 "Hernández Cano" Galería de Arte Thais, Lorca, Murcia.
- 1998 "Esculturas" Sala Caballerizas de Los Molinos del Río Segura. Ayuntamiento de Murcia
- 1998 "Párraga y Hernández Cano" Organizado por la Asociación Cultural Kilómetro Cero, colabora Cajamurcia, Torre-Pacheco (Murcia)
- 1999 "Esculturas" Salón de Actos de la Biblioteca Municipal de La Alberca. Murcia
- 2000 "20 toreros del siglo XX" Exposición colectiva. Centro de Arte Palacio Almudí. Ayuntamiento de Murcia.
- 2000 "Murcia, 1956-1972. Una ciudad hacia el desarrollo" Exposición colectiva. Centro de Arte Palacio Almudí, Murcia.
- 2001 "Esculturas" tema taurinoCentro de Arte Palacio Almudí. Ayuntamiento de Murcia
- 2004 "Artistas con Ceutí" exposición colectiva. Ayuntamiento de Ceutí, Murcia.
- 2005 "Exposición Inaugural Colectiva" Sala de exposiciones Salzillo Artes Plásticas, Cieza, Murcia.
- 2006 "Murcia, una generación de escultores" Exposición colectiva. Sala de exposiciones CAM, Glorieta de España, Murcia.
- 2006 "Toreros" Museo Municipal Taurino de Murcia
- 2006 "Arte Águilas" Exposición colectiva. Galería de Arte Mirando al Mar. Águilas, Murcia.
- 2007 "Murcia con Salzillo" Exposición colectiva. Sala de Exposiciones CAM, Glorieta de España, Murcia.
- 2017 "Arte y Mecenazgo. Una colección de Arte Regional" Exposición colectiva. Palacio Almudí. Murcia.
- 2017 "Santa Eulalia el barrio de los artistas (1875-1975), de un tiempo, de un lugar" Exposición colectiva. Iglesia del Convento de Sam Antonio. Murcia.
- 2018 "Murcia: Una generación de escultores" Exposición colectiva en el Ayuntamiento de Murcia.
- 2018 "El ritmo de los vuelos del capote" Exposición colectiva. Museo de la Ciudad. Ayuntamiento de Murcia.
- 2018 "Artistas Murcianos Segunda Mitad del Siglo XX" Exposición colectiva. Museo de la Huerta, Alcantarilla (Murcia).
- 2020 Museo de Bellas Artes de Murcia MUBAM Catálogo de la exposición "Por Instinto"

## Prensa
- 13.05.2012 Reseña en el diario La Verdad.
- (enlace roto disponible en Internet Archive; véase el historial, la primera versión y la última). Entrevista al artista en el blog de Patricio Peñalver.
- 19.05.2017 Noticia de su fallecimiento en el diario La Verdad.
- 20.09.2017 Artículo de Pedro Soler en el diario La Verdad sobre la próxima exposición en el MUBAM: "Hernández Cano, el artista reivindicativo".
- 07.02.2020 Podcast en Onda Regional de Murcia con motivo de la exposición "Por Instinto" en el MUBAM.
- 07.02.2020 Artículo de Manuel Madrid en La Verdad de Murcia: "Hernández Cano: un corazón enamorado".
- 08.02.2020 Artículo de Pedro Guerrero en La Opinión de Murcia: "Hernández Cano, obra e instinto".

- Datos: Q23907083
- Multimedia: José Hernández Cano / Q23907083